# Kanton Beaufort (Jura)
Der Kanton Beaufort war bis 2015 ein französischer Wahlkreis im Département Jura und in der damaligen Region Franche-Comté. Er umfasste 18 Gemeinden im Arrondissement Lons-le-Saunier; sein Hauptort (frz.: chef-lieu) war Beaufort. Die landesweiten Änderungen in der Zusammensetzung der Kantone brachten im März 2015 seine Auflösung. Vertreter im conseil général des Départements war zuletzt von 2004 bis 2015 Fernand Fournier.

## Gemeinden
- Augea
- Augisey
- Beaufort
- Bonnaud
- Cesancey
- Cousance
- Cuisia
- Gizia
- Grusse
- Mallerey
- Maynal
- Orbagna
- Rosay
- Rotalier
- Sainte-Agnès
- Saint-Laurent-la-Roche
- Vercia
- Vincelles